# Toyota Celica
De Toyota Celica is een sportieve auto in compacte middenklasse van de Japanse autofabrikant Toyota. De eerste generatie Celica werd in 1970 geïntroduceerd, waarna er nog zes generaties volgden (de laatste tussen juli 1999 en april 2006). De naam 'Celica' betekent hemels in het Spaans. De auto was verkrijgbaar als reguliere coupé, liftbackcoupé en cabriolet. De laatste generatie was er alleen als liftbackcoupé.

## Motoren
Gedurende de productiejaren werd de Celica aangedreven door diverse viercilindermotoren. De meest opmerkelijke verandering was in 1985, toen de aandrijving werd gewijzigd van achterwielaandrijving naar voorwielaandrijving. Variabele kleppentiming kwam in het model vanaf december 1997 en werd standaard in alle uitvoeringen vanaf 2000. Het laatste model was in Europa leverbaar met een 1.8 VVT-i-motor van 143 pk, of een 1.8 VVTL-i-motor van 192 pk (genaamd T-Sport). Beide hadden een 6-versnellingsbak en voorwielaandrijving.

## Eerste generatie (A20, A30; 1970–1977)

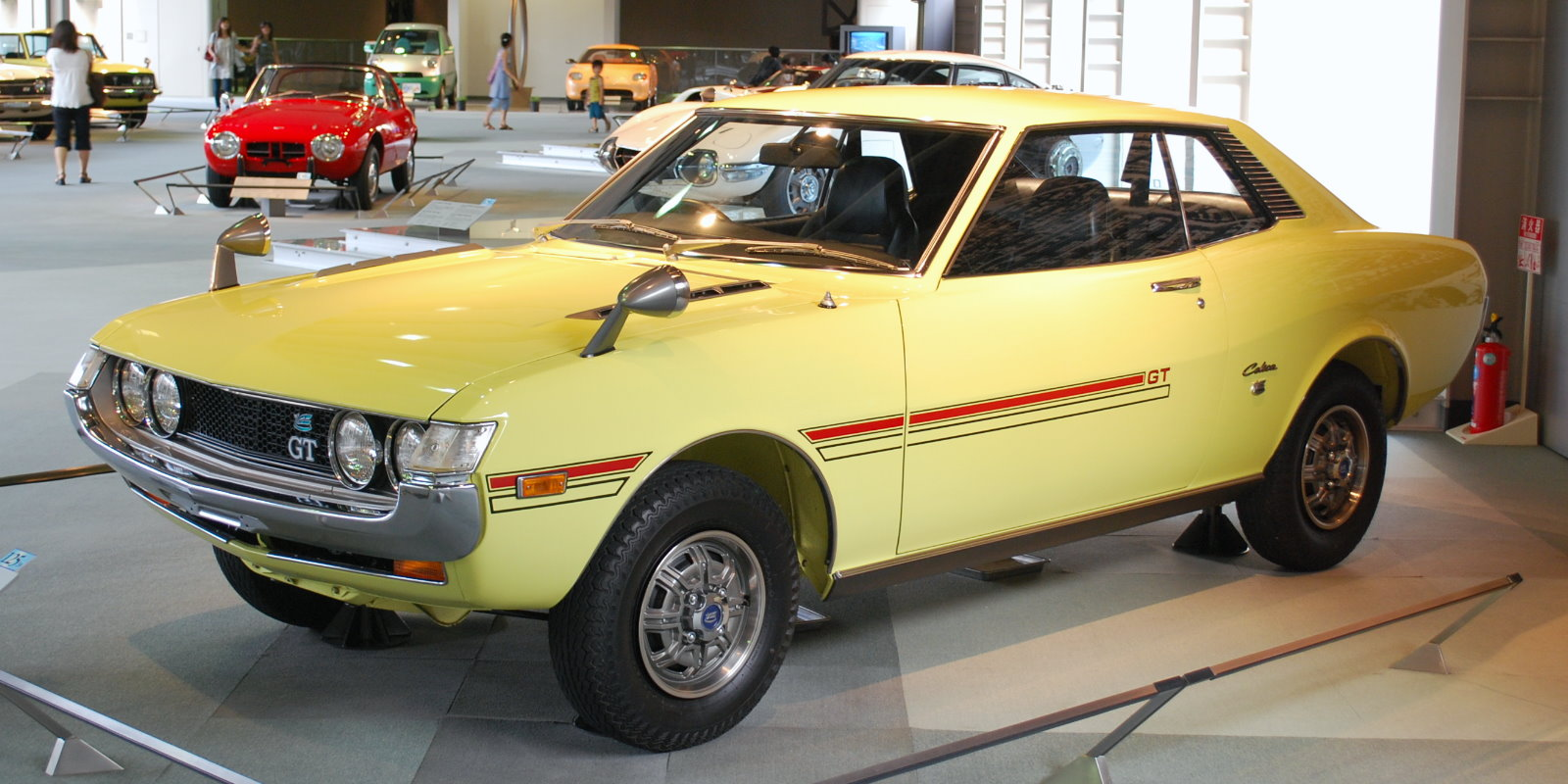
Toyota Celica coupé 1600 GT (1970)

De eerste generatie Celica werd geïntroduceerd in 1970 tijdens de Tokyo Motor Show. De Celica was een tweedeurs sedan die de nadruk legde op stijl en rijplezier. Het model is gebaseerd op een sedanuitvoering van de Toyota Carina. De auto was gericht op de Noord-Amerikaanse markt en was Toyota's antwoord op de Ford Mustang uit 1964.
De eerste generatie Celica kan worden opgedeeld in twee afzonderlijke modellen. Het eerste model was het origineel met schuin aflopende neus, alleen voor de coupé. Deze modellen werden geproduceerd van 1970 tot 1975. Het tweede model had een platte neus met een iets langere wielbasis. Dit model verscheen in Japan in 1974 en voor de export in 1976. De Japanse auto's beschikten over motoren met minder dan 2-liter inhoud, om zo te voldoen aan lokale wetgeving.

## Tweede generatie (A40, A50; 1977–1981)

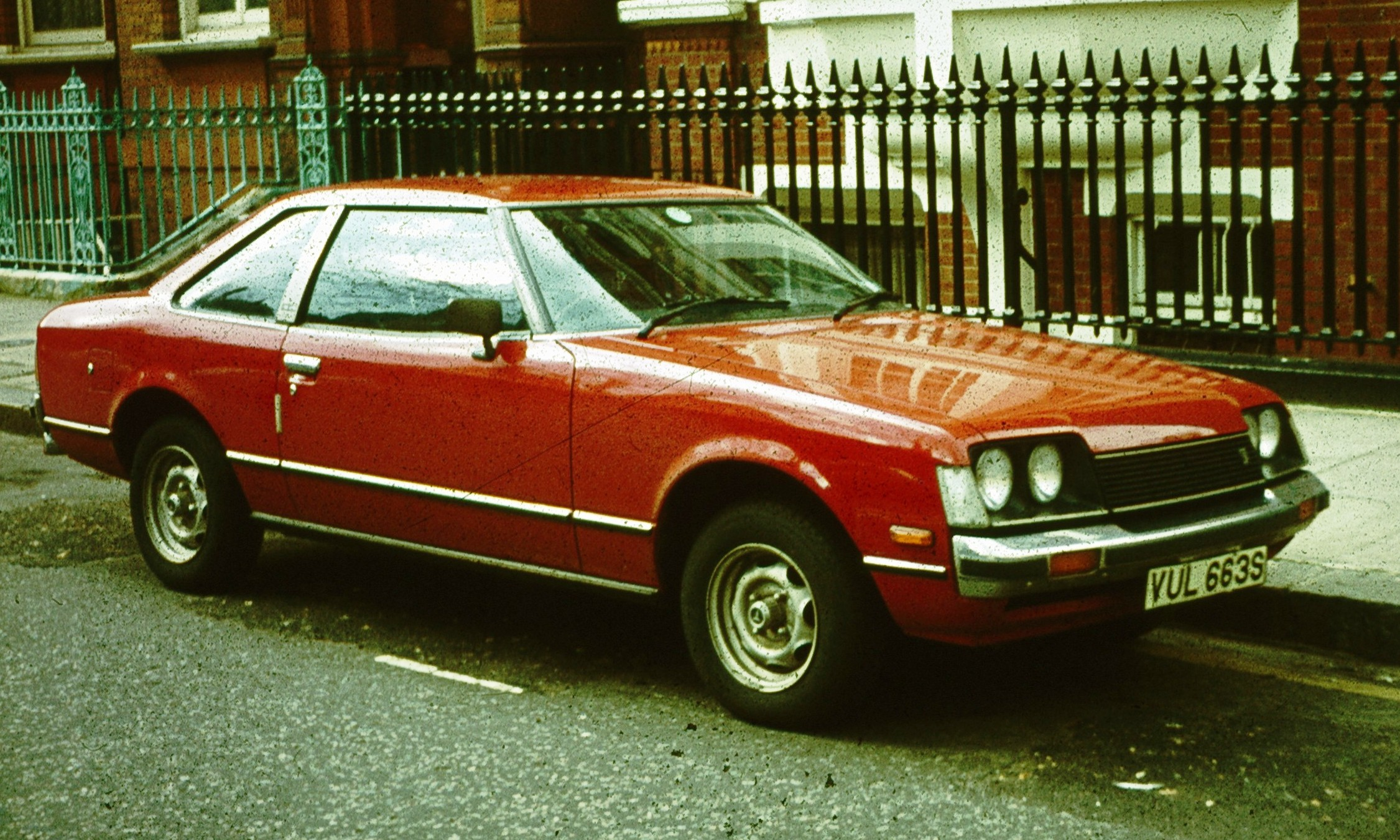
Toyota Celica coupé 1600 ST (1978)

De voorbereidingen voor de tweede generatie Celica begon al eind 1977, zodat het model beschikbaar kwam in 1978. De uitvoeringen waren zowel als coupé en liftback.
Productie van de tweede generatie Celica begon in augustus 1977. Het model werd ontworpen door Calty Design Research Inc., Californië. David Stollery is de hoofd-ontwerper van dit model. Net als de voorgaande generatie deelt de Celica A40 het platform met de Toyota Carina.

### Motoren
De tweede generatie Celica is geleverd met diverse viercilinderlijnmotoren.
| Modelcode      | Motorcode | Slagvolume | Vermogen             | Koppel                 |
| -------------- | --------- | ---------- | -------------------- | ---------------------- |
| 1600 LT (TA40) | 2T-U      | 1,588 cc   | 75 pk bij 5,200 tpm  | 115,8 Nm bij 3,800 tpm |
| 1600 ST (TA41) | 12T-U     | 1,588 cc   | 88 pk bij 5,600 tpm  | 130 Nm bij 3,400 tpm   |
| TA42           | 3T-U      | 1,770 cc   |                      |                        |
| TA45           | 2T-GEU    | 1,588 cc   | 115 pk bij 6,000 tpm | 147 Nm bij 4,800 tpm   |
| TA46           | 13T-U     | 1,770 cc   | 95 pk bij 5,400 tpm  | 147 Nm bij 3,400 tpm   |
| TA47           | 3T-EU     | 1,770 cc   | 106 pk               | 162 Nm                 |
| RA40           | 18R-GU    | 1,968 cc   |                      |                        |
| RA42           | 20R       | 2,190 cc   |                      |                        |
| RA43           | 22R       |            |                      |                        |
| RA45           | 18R-G     |            |                      |                        |
| RA46           | 21R       |            |                      |                        |
| GT 2000 (RA55) | 18R-GEU   | 1,968 cc   | 135 pk bij 5,800 tpm | 172 Nm bij 4,800 tpm   |

### Toyota Celica Sunchaser
Van 1979 tot 1981 bood het bedrijf Griffith een Targa-stijl cabrioletuitvoering. Dit model werd de SunChaser genoemd en had een afneembare top met opvouwbare achterkant. Het model werd door Toyota goedgekeurd en verkocht. Van dit SunChaser-model zijn ca. 2000 exemplaren geproduceerd.

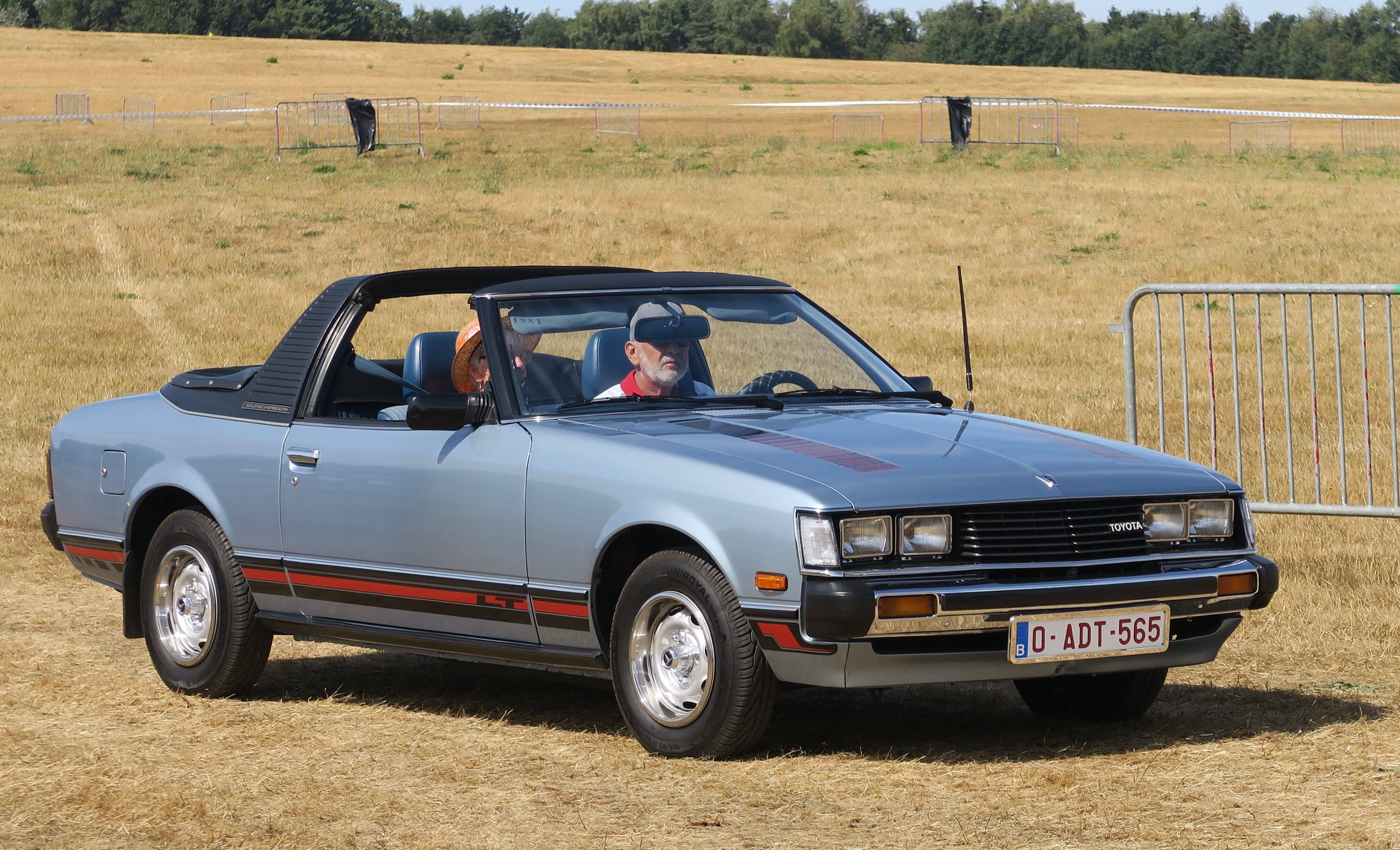
Toyota Celica Sunchaser
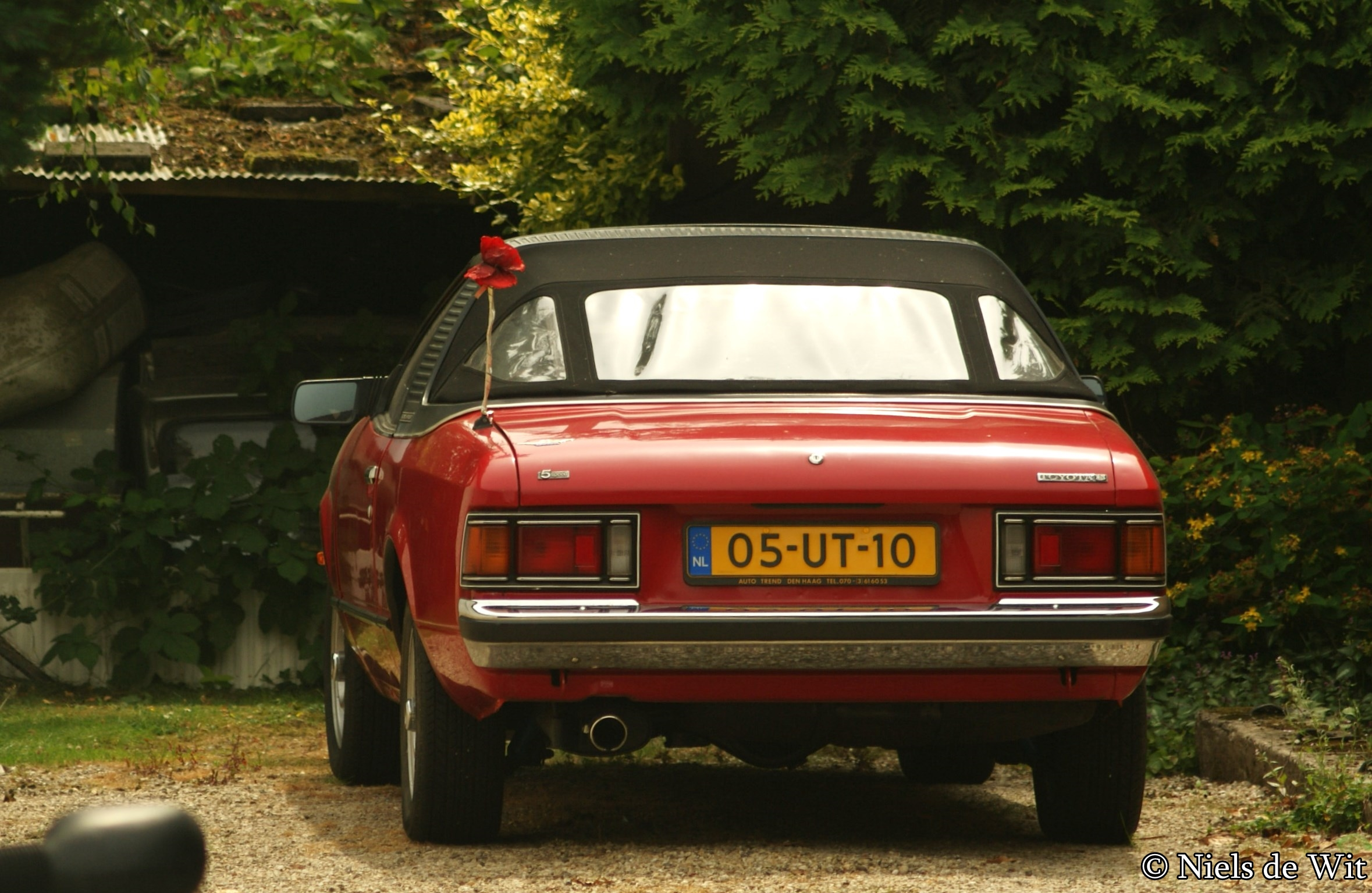
Achterzijde, met het stoffen dak zichtbaar

## Derde generatie (A60; 1981–1985)

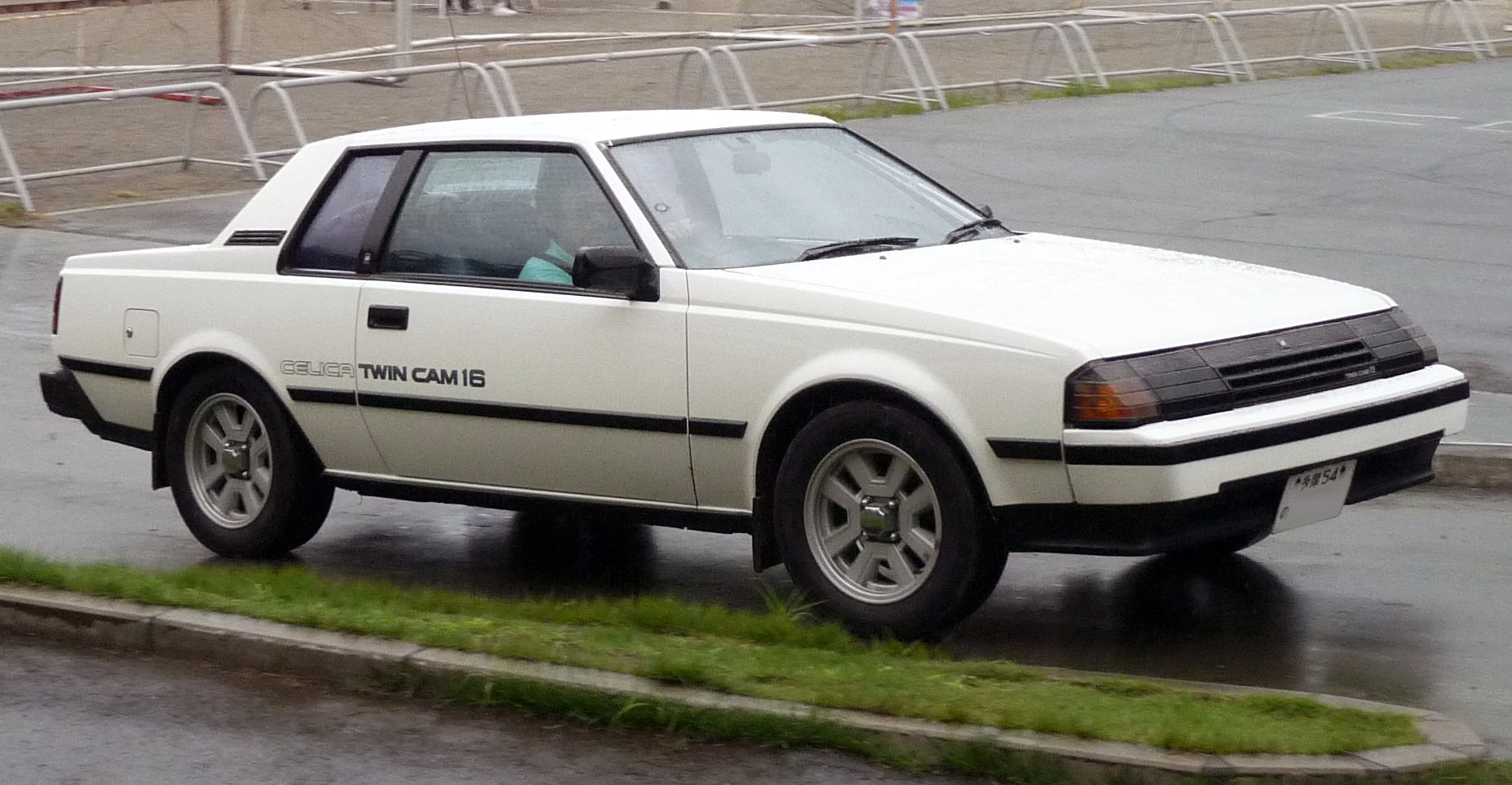
Toyota Celica coupe 1600 GT-R (1984)

In augustus 1981 werd de derde generatie Celica geïntroduceerd. De auto was in eerste instantie beschikbaar in coupé en liftback-vorm. De cabrioletuitvoering kwam beschikbaar in 1984. De stijl was flink gewijzigd en er waren nieuwe motoren beschikbaar. Tandheugelbesturing werd voor deze generatie Celica aangeboden.
Brandstofinjectie werd standaard vanaf 1982, en diverse onderdelen werden geleend van de Supra. Dit was logisch omdat de Supra was gebaseerd op de Celica. Beide liftback-modellen waren vrijwel identiek aan elkaar.
In 1984 kreeg de Celica een facelift, die bestond uit inklapbare koplampen, opnieuw ontworpen voorgril, een voorspoiler en nieuwe achterlichten.
In Europa was de Celica verkrijgbaar in de uitvoeringen 1600 ST, 2000 XT en 2000 GT.

## Vierde generatie (T160; 1985–1989)

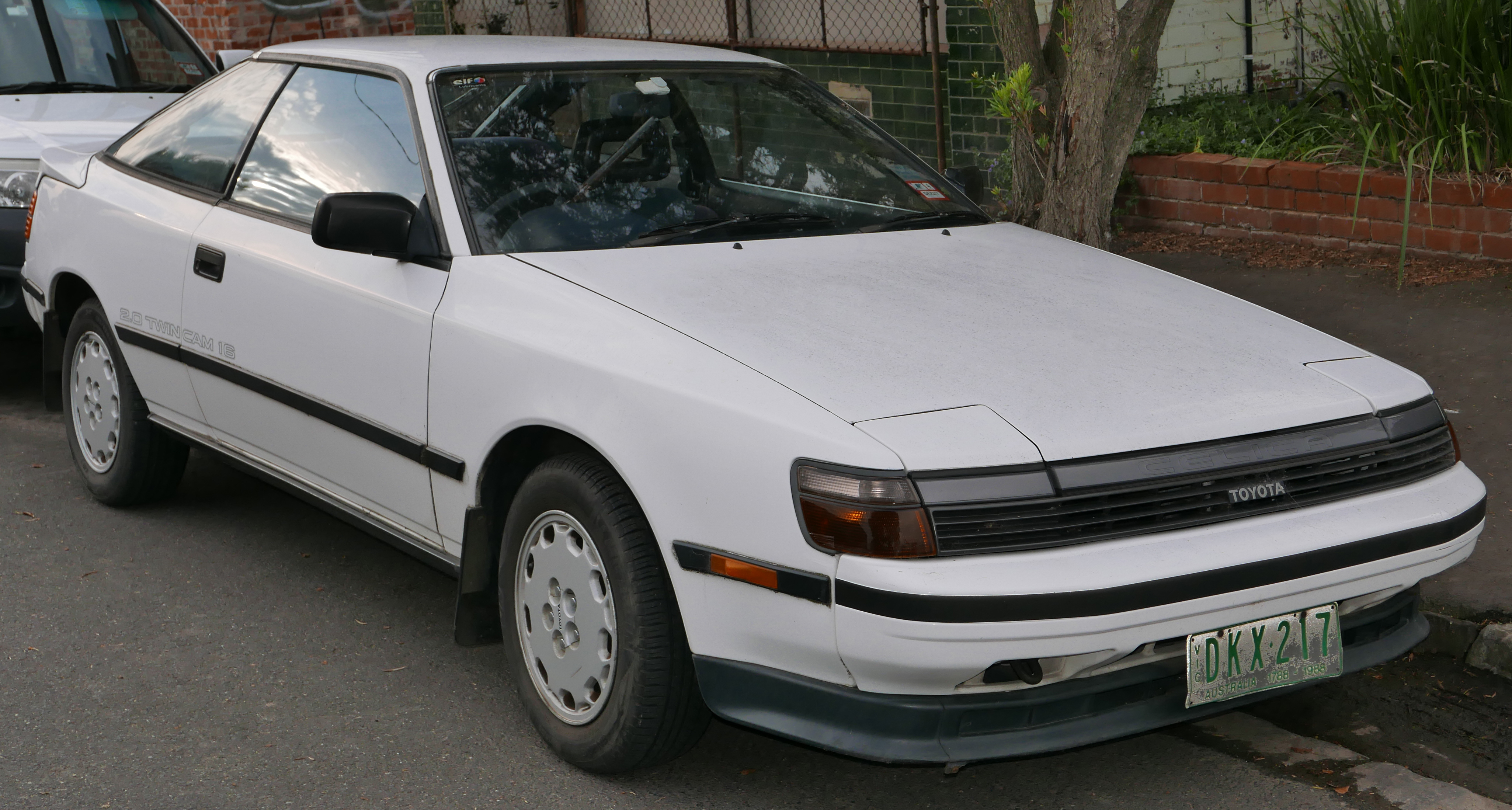
Toyota Celica SX liftback (1988)

In 1985 werd de vierde generatie Celica compleet gewijzigd. Het model was nu voorzien van voorwielaandrijving, een meer ronde carrosserie en nieuwe 2.0 literviercilindermotoren. De Celica werd niet meer gebouwd op het Toyota A-platform, maar op het Toyota T-platform.
Met deze generatie kwam het debuut op de wereldkampioenschap rally (WRC) in 1988, waar de Celica eindigde op de zesde plaats. De eerste overwinning kwam in 1988 op Cyprus, en de eerste WRC-overwinning in 1989 tijdens een rally in Australië.

## Vijfde generatie (T180; 1989–1993)

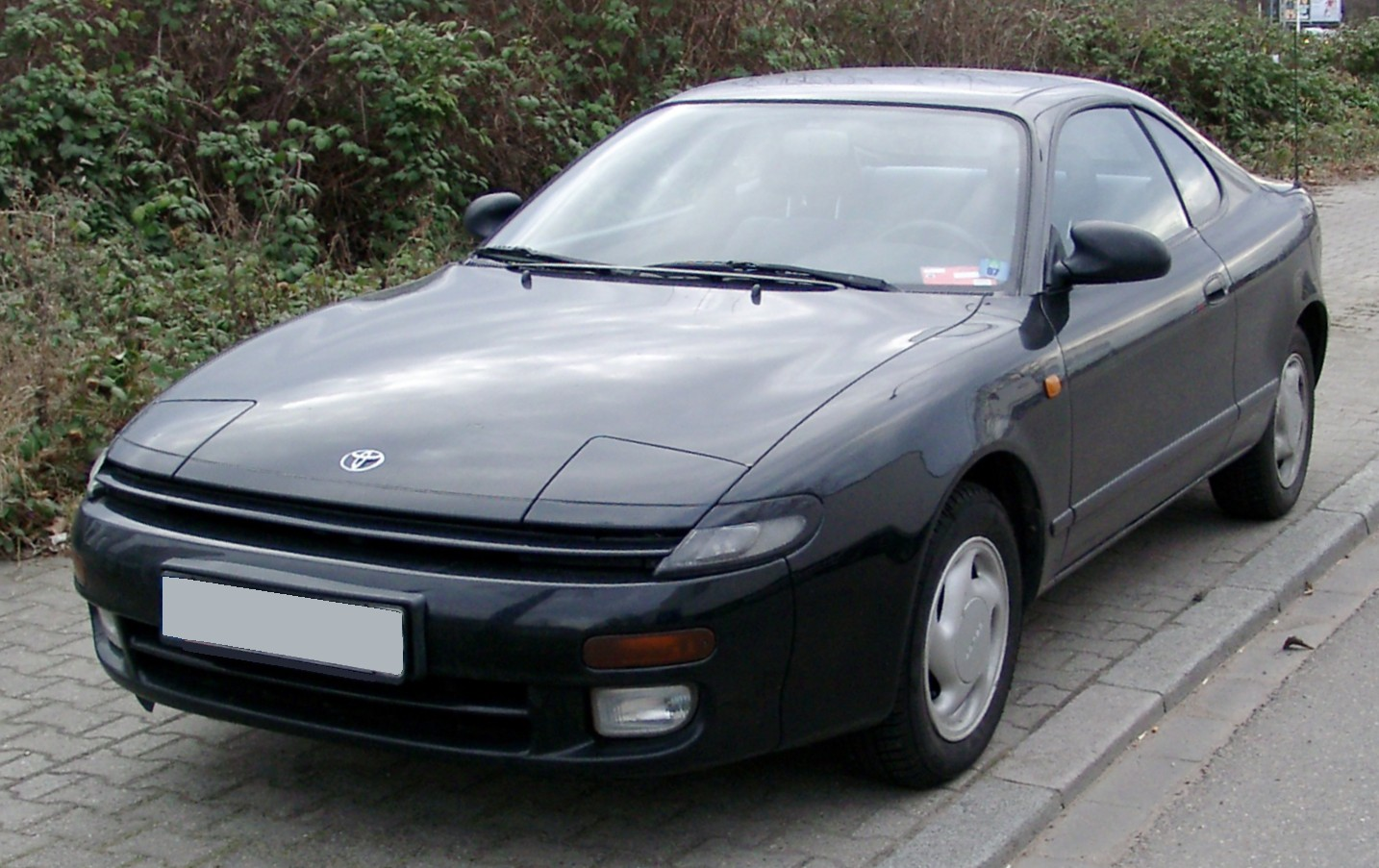
Toyota Celica 1.6 ST-i Liftback (1992)

De vijfde generatie werd in september 1989 geïntroduceerd voor het modeljaar 1990. De Celica kreeg nog meer rondere vormen, betere wielen en banden, een krachtige GT-Fourmotor met betere koeling, en voor de Japanse markt kwam een vierwielbesturingsmodel.

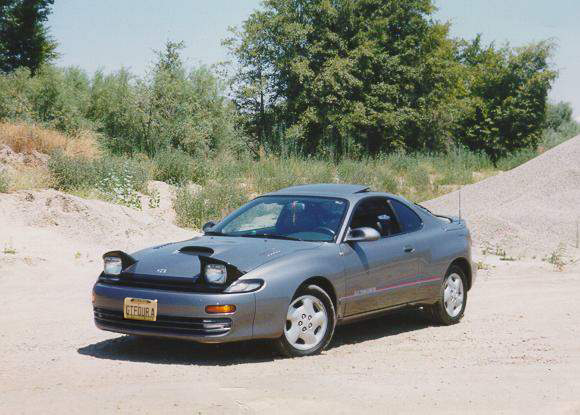
Toyota Celica Turbo 4WD

Uitvoeringen voor de Europese markt waren de 1.6 ST-i, 2.0 GT-i 16 en de GT-Four. De 2.0 GT-i 16 cabriolet was alleen beschikbaar in specifieke Europese landen. Nieuw in 1992 was dat de brede liftback 2.0 GT-i 16 in Nederland en België werd verkocht.
In december 1990 kwam een speciale uitvoering van de GT-R om twintig jaar Celica te vieren.

## Zesde generatie (T200; 1993–1999)

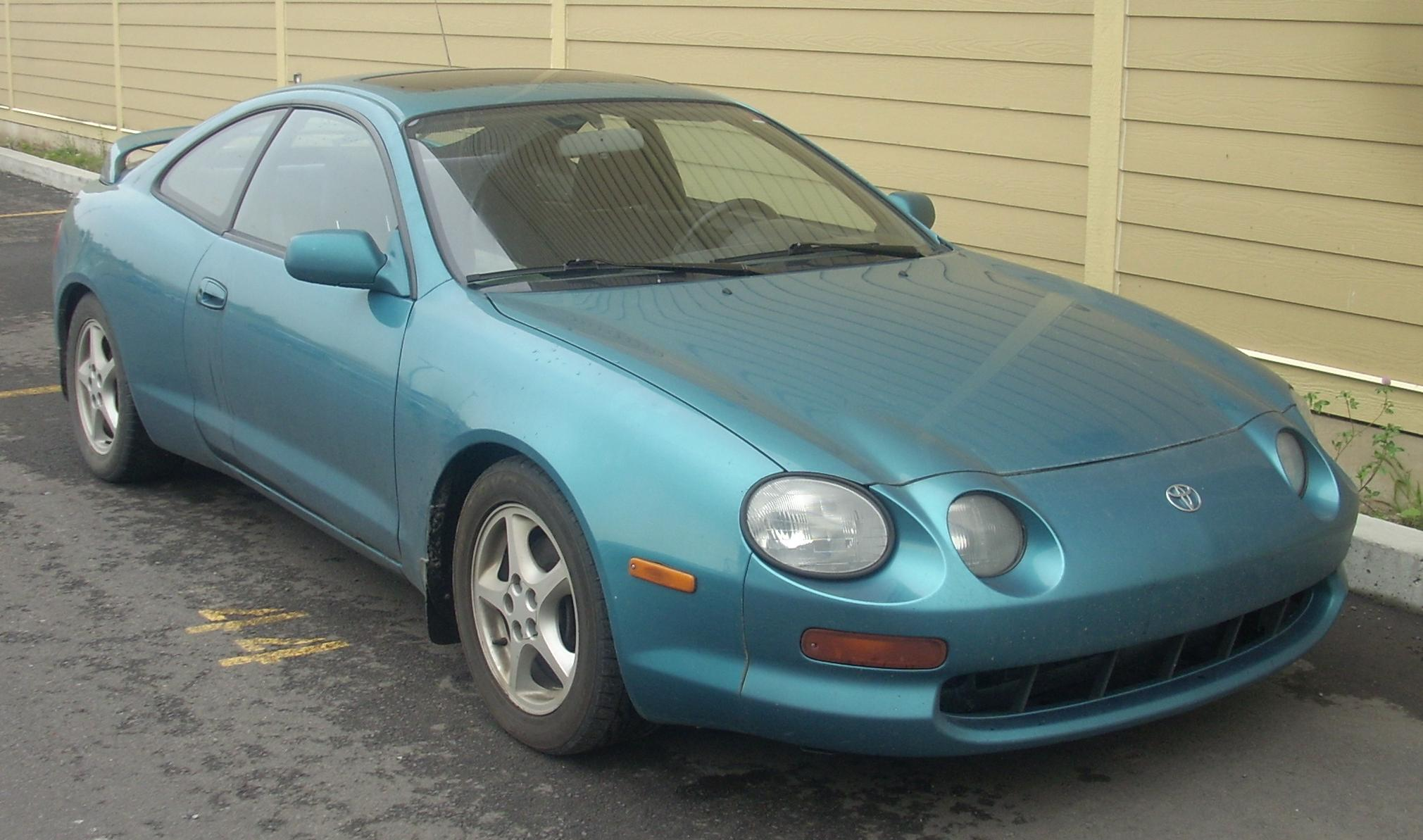
Toyota Celica GT-S Liftback

In september van 1993 lanceerde Toyota de zesde generatie Celica voor het modeljaar 1994. De styling werd geroemd door enkele publicaties als "Supra-achtig" met zijn vier ronde koplampen. De Celica was verkrijgbaar als coupé en liftback. Een cabriolet-uitvoering zou later op de markt komen. Nieuwe veiligheidstechnieken, zoals airbags en een antiblokkeersysteem was nu standaard op alle modellen.
In 1996 kreeg de Celica een facelift met nieuwe spoiler en voorbumper. Alleen in Japan kreeg de auto nieuwe achterlichten.
Om 25 jaar Celica te vieren werden de SS-I en SS-III Special Edition uitgebracht in Japan en de ST Limited en GT cabriolet in Amerika. Deze Special Edition-modellen hebben een embleem op de voorbumper en de naam Celica was geprint op de voorstoelen.

## Zevende generatie (T230; 1999–2006)

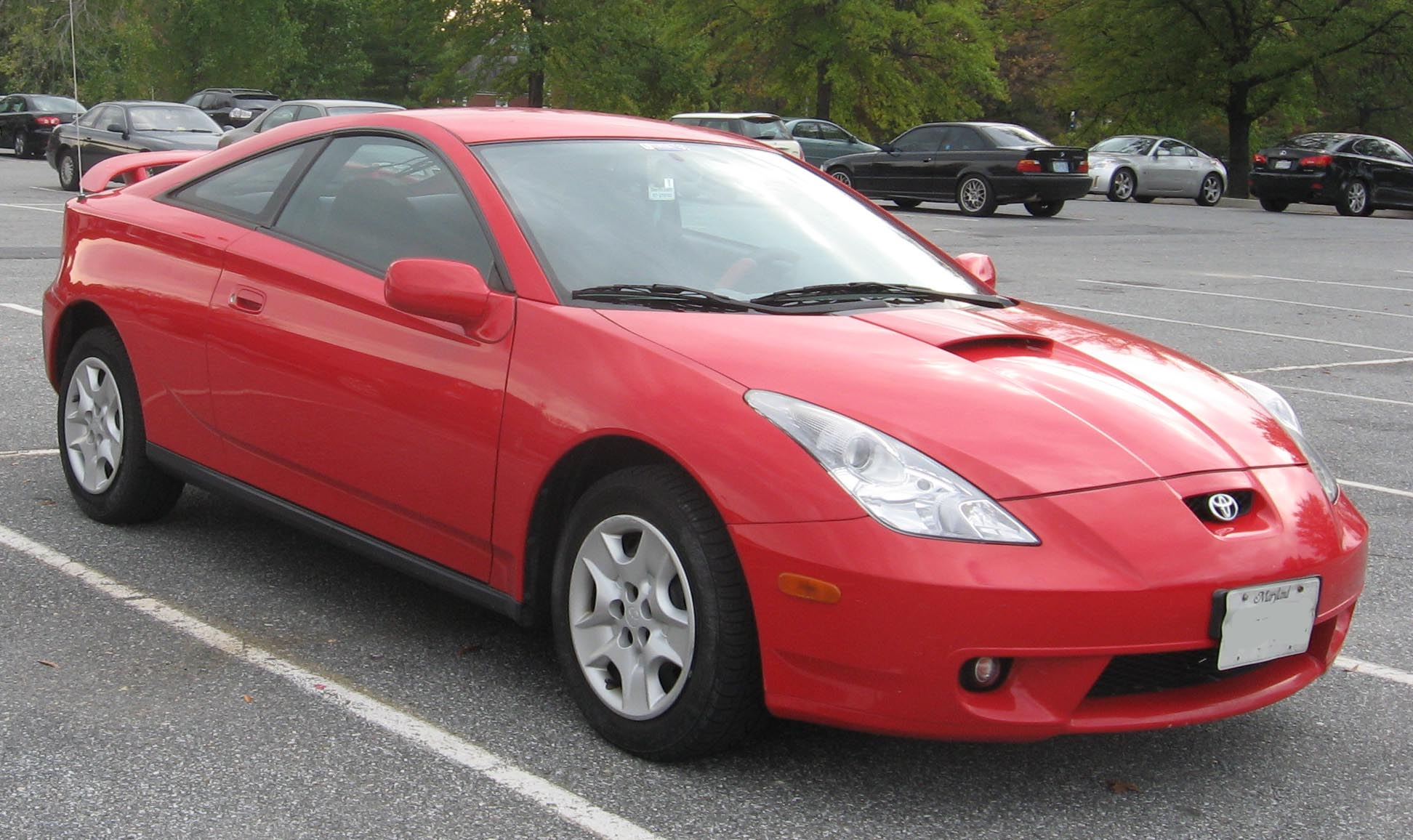
Toyota Celica GT

Op de Detroit Motor Show van januari 1999 presenteerde Toyota hun XYR-studiemodel. Calty Design Research ontwierp deze conceptcar. De uiteindelijke productieauto verschilde heel weinig met wat getoond werd op het studiemodel: enkel de voor- en achterbumper werden aangepast. In juli 1999 begon Toyota met de productie van de zevende generatie Celica, Europese voertuigen volgden niet veel later. Nieuw voor een voorwielaangedreven auto, met voorin geplaatste motor, van Toyota was de achterwielophanging met dubbele draagarmen. Elektrische raambediening en deurvergrendeling werden in het middenconsole geplaatst, zodat één set knoppen nodig was, en zonneschermen werden gemaakt van polymeerplastic in plaats van glas. Alleen de Europese Celica heeft een mistachterlicht op de achterbumper.
De zevende generatie Celica werd geassembleerd door Kanto Auto Works in de Higashi-Fuji-fabriek in Susono, Japan. De Toyota Celica T23 werd gebouwd op het Toyota MC platform, net als de Toyota Corolla E12-E13, Toyota Avensis T25 en Toyota Prius XW10 en XW20.
De Celica die in Nederland geleverd werd kwam in twee uitvoeringen: 1.8 VVT-i (ZZT230) en 1.8 VVTL-i T Sport (ZZT231). Het ZZT230-model kreeg de 1ZZ-FE 1.8 liter VVT-i-viercilinderbenzinemotor van 104 kW, en het ZZT231-model (T Sport) kreeg de 2ZZ-GE 1.8 liter VVTL-i-viercilinderbenzinemotor van 141 kW (192 DIN pk) die in samenwerking met Yamaha was ontwikkeld.
Alle Europese 1.8 VVT-i modellen, behalve in Groot-Brittannië, hebben de manuele C63-transmissie met zes versnellingen. De T Sport-uitvoeringen hebben de C60 manuele transmissie met eveneens zes versnellingen. Deze laatste transmissie heeft langere overbrengingen voor de tweede, derde, vierde en vijfde versnelling. Ook is de eindoverbrenging voor de C60 langer. In de Verenigde Staten was ook een viertrapsautomaat verkrijgbaar, die beschikte over de mogelijkheid om met knoppen op het stuur op of terug te schakelen. De Celica ZZT230 werd op de markt gebracht als 1.8 VVT-i of GT. De ZZT231 als T Sport, 1.8 VVTL-i 190 of GT-S.
Export stopte in juli 2005. Klanten konden hierna nog wel een exemplaar bestellen.

### Uitvoeringen
Premium en Style-pakketten waren verkrijgbaar voor het 1.8 VVT-i-model. In Noord-Amerika was een rijk uitgeruste Tsunami-uitvoering van de GT-S verkrijgbaar. Toyota Canada schrapte deze naam van de prijslijst naar aanleiding van de zeebeving in de Indische Oceaan eind 2004. Verder was in Noord-Amerika ook een TRD Panasonic-uitvoering verkrijgbaar van de GT met 1ZZ-FE. Deze uitvoering had veel uiterlijk opsmuk zoals een bodykit met bestickering.
In Japan werd de Celica verkocht als SS-I en SS-II. De SS-I is vergelijkbaar met de 1.8 VVT-i en de SS-II met de 1.8 VVTL-i T Sport. Optiepakket waren verkrijgbaar als Elegant Sports Version met voorbumperspoiler en booskijkers, of de Mechanical Sports Version met een volledige body kit.

#### TRD Sports M
Uitsluitend verkrijgbaar voor de Japanse markt was de TRD Sports Modellista uitvoering. De monocoque van deze modellen werden op verschillende plaatsen versterkt met meerdere puntlassen. Verder kwam dit model met verschillende Toyota Racing Development opties, zoals een luchtfilter, sportonderstel en chassisverstevigingen. Van dit model zijn slechts 1200 exemplaren gemaakt.

#### Toyota Celica Cruising Deck
Op de Tokyo Motor Show van 1999 werd de Toyota Celica Cruising Deck conceptauto gepresenteerd. Dit model beschikt over rumble seats (zitplaatsen in de open lucht op de plaats van de kofferbak), een bijpassende aanhangwagen en een waterscooter. De rumble seats zijn neerklapbaar waarna een vlakke laadvloer ontstaat en deze conceptauto ook een ute kan worden genoemd.
Deze conceptauto is een historische verwijzing naar twee conceptauto's uit de jaren '70; de Toyota RV-1 en CAL-1 uit respectievelijk 1971 en 1977.

#### Toyota Ultimate Celica Concept
In 2000 werkte Toyota USA, Rod Millen Motorsports en Toyota Racing Development (TRD) samen aan een 'ultieme' Celica met 500 pk en vierwielaandrijving. Voor deze auto gebruikten ze de 2,1 liter Toyota 503E-motor, een viercilinderlijnmotor afkomstig uit de Toyota Eagle MkIII. De Ultimate Celica Concept heeft een maximaal vermogen van 500 pk bij 8000 tpm en een maximaal koppel van 461 Nm bij 5500 tpm. Verder beschikt deze conceptauto over Bilstein schokdempers, Recaro sportstoelen met vierpuntsgordels, rolkooi, sportuitlaat met centrale einddemper, Michelin Pilot sportbanden, 19 inch magnesium BBS wielen met centrale wielmoer en een autosportbrandstoftank. Calty Design Studio bracht de unieke gele lakkleur aan volgens een drielaags toepassingsproces.

#### Toyota Celica Convertible Concept
In 2000 werkte het Zuid-Californische Calty Design Studio aan de Celica Convertible Concept. De standaard carrosserievorm en vormgeving leenden zich voor het maken van een cabriolet met stoffen vouwdak. Deze conceptauto wordt aangedreven door de 1,8 liter 2ZZ-GE-motor.

## Einde
De laatste Celica rolde van de productieband op 21 april 2006, na 36 jaar en zeven generaties. Gedurende het laatste jaar werd de Celica alleen verkocht in Japan. Sindsdien is er geen directe opvolger meer geweest. Op de Amerikaanse markt verscheen de Scion tC. Deze auto wordt indirect en onofficieel beschouwd als opvolger van de Celica.